# Kollerschlager Dokument
Das sogenannte Kollerschlager Dokument (korrekte Bezeichnung: Befehl Nr. 10 der SA-Obergruppe XI) ist ein Schriftstück, das genaue Anweisungen für das Vorgehen der Nationalsozialisten für den Fall eines Umsturzes in Österreich enthält, wie er im Jahr 1934 mit dem Juliputsch dann tatsächlich realisiert werden sollte. Die lange Zeit gängige Meinung über die Bedeutung des Dokuments und seine Einordnung in die Ereignisse des Juliputsches wurden in letzter Zeit durch neue Forschungsergebnisse generell in Frage gestellt und in Teilbereichen eindeutig falsifiziert. 

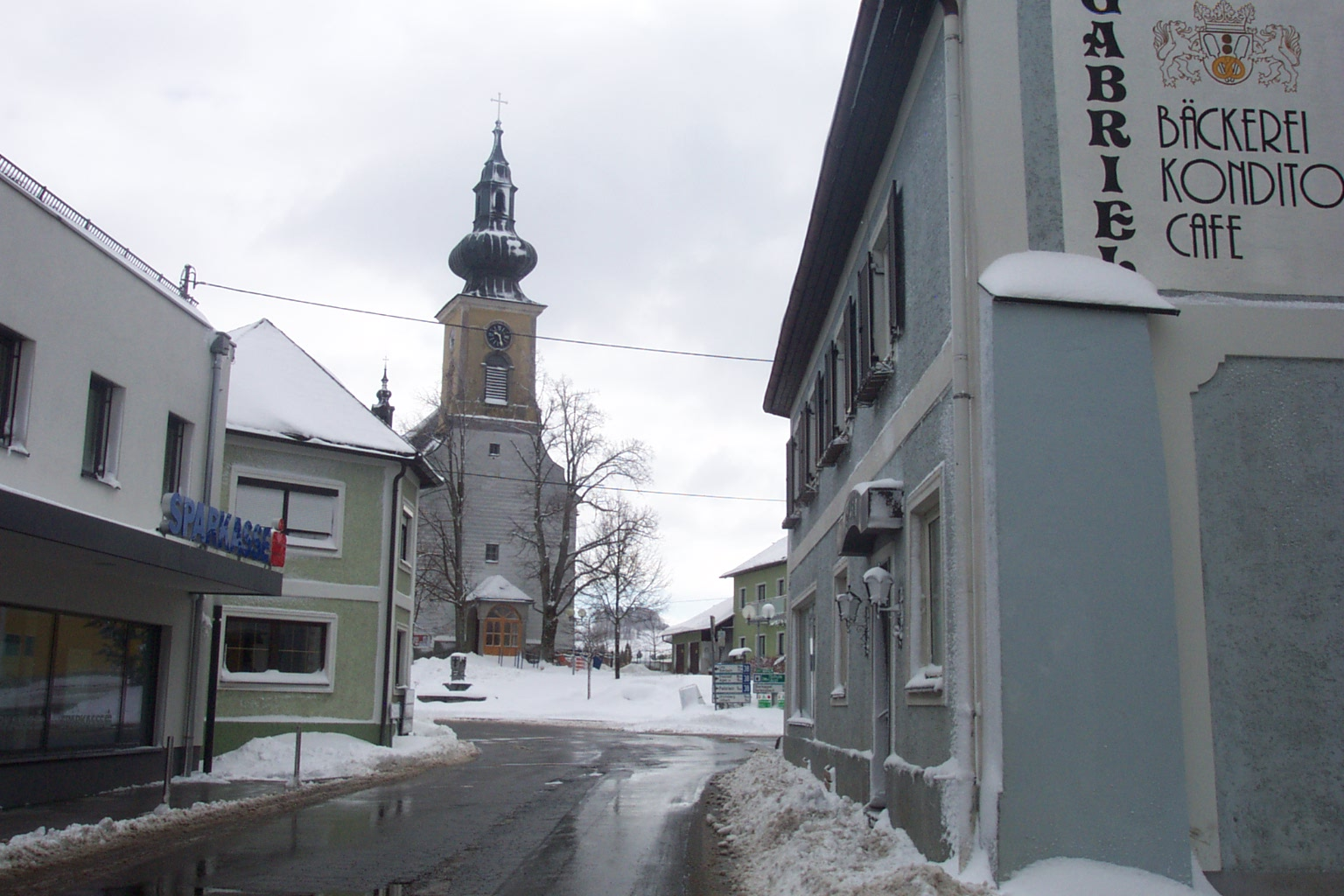
Kollerschlag (2010)

## Geschichte

### Bisherige Annahmen
Am 26. Juli 1934 wurde um 3 Uhr morgens von dem Schutzkorps-Angehörigen Leopold Reisetbauer und dem Zollwachrevisor Johann Fischer am Rand des Ortes Kollerschlag ein aus dem Deutschen Reich kommender Mann gestellt, der sich später als nationalsozialistischer Kurier herausstellte. Diesem wurde eine Pistole und Munition abgenommen und er wurde zum Gendarmerieposten Kollerschlag gebracht. Der Mann hatte keinen Ausweis bei sich und verweigerte auch jede Aussage. Deshalb wurde er zu weiteren Vernehmungen nach Linz gebracht, wo er zuerst wieder ergebnislos verhört und genauer durchsucht wurde.
In seiner Krawatte fand man eingenäht (nach anderen Darstellungen „in den Schuhen“) das sogenannte Kollerschlager Dokument, einen schreibmaschinengeschriebenen Aufstandsplan der SA für einen geplanten Umsturz der Nationalsozialisten sowie einen handschriftlich verfassten Chiffrenschlüssel. Der unter dem Hemd getragene Chiffrenschlüssel war für telegraphische Meldungen gedacht, wobei die Chiffren in Bezug auf Engelbert Dollfuß lauteten: „Alte Besteckmuster eingetroffen = Dollfuß ist tot; Alte Besteckmuster nicht eingetroffen = Dollfuß ist frei; Alte Besteckmuster unterwegs = Dollfuß ist gefangen“.
Der Kurier hatte die Papiere von Hans Kirchbach, dem Stabschef der österreichischen SA-Führung in München, erhalten und sollte sie an den Industriellen Fritz Hamburger, der wiederum ein enger Vertrauter des Führers der SA-Brigade in Wien und Niederösterreich, Oskar Türk, war, weiterleiten. Allerdings war dieser schon seit mehr als eine Woche über den Inhalt des Putschplanes informiert. Lange nahm man auch an, dass der Inhalt des Dokuments der gesamten österreichischen SA-Führung seit Längerem bekannt gewesen sein musste, da die Aufstände in den österreichischen Bundesländern dem darin beschriebenen Muster folgten. Es war, so die lange gültige Forschungsmeinung, also unsinnig, in dieser Zeit der intensiven Grenzkontrollen einen Kurier abzuschicken. Kirchbach hatte auch eigenmächtig den Überfall der Österreichischen Legion auf die Zollämter in Hanging, Haselbach und Kriegwald und auf Kollerschlag angeordnet. Darüber hinaus konnte man auch nicht schlüssig erklären, warum der Kurier zu einem Zeitpunkt losgeschickt wurde, zu dem der Putsch in Wien bereits niedergeschlagen war. Ferner wurde die Mission Hiebls aufgrund seiner Verhaftung und der Tatsache, dass das Kollerschlager Dokument seinen Adressaten nicht erreichte, als gescheitert angesehen.

### Inhalt
In dem Kollerschlager Dokument wird davon gesprochen, dass unter dem Stichwort „Sommerfest“ unbewaffnete Propagandamärsche der SA veranstaltet werden sollten, wobei Waffen aber versteckt mitgenommen oder zumindest bereitgestellt werden sollten. Dann sollten öffentliche Gebäude besetzt und mit Hakenkreuzfahnen bestückt werden. Bei Widerstand von Seiten der Exekutive sollte das „Sommerfest“ in ein „Preisschießen“ bzw. eine „Italienische Nacht“ umgewandelt werden, wobei mit äußerster Entschlossenheit gegen die Exekutive vorzugehen sei; in Form eines Kleinkrieges sollte bei größerem Widerstand der Exekutive – gefürchtet wurde vor allem das Bundesheer – ausgewichen werden. Jedem örtlichen SA-Führer wurde aufgetragen, bei der Nachricht vom Sturz der Regierung auf diese Weise vorzugehen. Interessant ist auch folgender Hinweis in dem Dokument: „Es kommt darauf an, dass die Bewegung scheinbar aus dem Volk kommt, sie muss rein innenpolitisch aufgezogen sein und darf keinesfalls irgendwie von aussen her geleitet erscheinen.“ Diese Anweisung wurde von manchen Historikern als Beweis dafür angesehen, dass Hitler nachweislich Einfluss auf den Putschistenplan genommen habe und diese verschleiert werden sollte.

### Neue Deutung
Lange Zeit völlig verborgen blieb im Zusammenhang mit den oben geschilderten Vorfällen allerdings die Tatsache, dass Kirchbach noch einen zweiten Kurier, nämlich Hiebls Bruder, mit einem Duplikat des Kollerschlager Dokuments ebenfalls nach Wien in Marsch gesetzt hatte. Wie Hans Schafranek feststellte, erreichte dieser am frühen Morgen des 26. Juli seinen Adressaten, SA-Obersturmbannführer Fritz Hamburger, und händigte ihm das Dokument aus. Schafranek widerlegte damit nicht nur die bisher gültige Meinung, dass es nur einen Kurier gegeben habe, sondern konnte das Dokument auch schlüssig in die bisher bekannten Zusammenhänge rund um den Juliputsch einordnen. Seiner Meinung nach wurden die beiden Kuriere nicht entsandt, um die mittlerweile aussichtslose Sache der SS-Putschisten der Standarte 89 zu unterstützen – der in München residierenden SA-Führung war bereits seit 16:00 Uhr des 25. Juli 1934 bekannt, dass die RAVAG-Meldung vom Rücktritt der Regierung Dollfuß nicht der Wahrheit entsprach –, sondern um dem in der Steiermark mittlerweile ausgebrochenen Aufstand der SA durch weitere SA-Erhebungen in den anderen Bundesländern zu unterstützen und auf diese Weise doch noch die Macht in Österreich zu erringen. Nach dem Scheitern seiner Widersacher aus den Reihen der SS, so das Kalkül Hermann Reschnys, des Führers der österreichischen SA, würde er allein als derjenige dastehen, der die „Machtübernahme“ der Nationalsozialisten in Österreich ermöglicht habe.
Reschny, so Schafranek, hatte keine Skrupel bei der Aktion der SS-Putschisten im Kanzleramt beiseitezustehen, es war aber etwas völlig anderes, die, wie er annahm, spontan erfolgte Erhebung der steirischen als der stärksten österreichischen SA-Formation im Stich zu lassen. Da überdies der Funkverkehr zwischen München und Wien nicht funktionierte, wurde also entschieden per Kurier Kontakt mit der Wiener SA aufzunehmen. Was Reschny allerdings nicht wusste war, dass die steirischen SA-Brigadeführer, die aus den Reihen des ehemaligen Steirischen Heimatschutzes stammten, mittlerweile gar nicht mehr seinem Kommando folgten, sondern sich insgeheim mit der SS und damit Reschnys innerparteilichen Widersachern verbündet hatten. Die SA-Erhebung in der Steiermark war keine spontane Aktion, sondern eine mit den SS-Putschisten in Wien abgesprochene direkte Hilfeleistung für diese.
Sobald Reschny also Kenntnis von der Erhebung der SA in der Steiermark erhielt, versuchte er, darauf Einfluss zu nehmen. Er entsandte nicht nur die beiden Kuriere nach Wien, sondern auch welche nach Salzburg, und erteilte beispielsweise der SA in Kärnten am 25. Juli 1934, um 22:00 Uhr, per Funk den Befehl zum Aufstand. Dass diesen Befehlen in den einzelnen Bundesländern nur höchst ungleichzeitig oder aber gar nicht mehr Folge geleistet wurde, lag zum Teil an den mittlerweile angelaufenen Gegenmaßnahmen der österreichischen Sicherheitsbehörden, zum Teil auch daran, dass auf NS-Seite kein Anreiz mehr bestanden haben dürfte, einen aussichtslos scheinenden Kampf zu beginnen. Reschny selbst hatte im Jahr 1934 zwar eine systematische Aufrüstung der SA betrieben, diese wäre aber erst im Herbst 1934 abgeschlossen gewesen, weshalb für ihn eine gewaltsam erzwungene Machtübernahme in Österreich nicht vor diesem Zeitpunkt in Frage kam. Dass seine Widersacher in der NS-Bewegung Putschplänen nachgingen, war ihm zwar nicht verborgen geblieben, er beabsichtigte aber nicht, diese ernsthaft zu unterstützen. Mit ziemlicher Sicherheit aber war ihm völlig entgangen, dass sich zwischen der SS in Wien und Teilen „seiner“ SA, allen voran den steirischen SA-Formationen, ein geheimes Bündnis herausgebildet hatte, dass quasi unter völliger Umgehung des „Chefs“ die „Machtergreifung“ in Österreich realisieren wollte.

## Wirkung und tatsächliche Bezeichnung
Für die österreichische Regierung war das Dokument der Beleg für die These, dass der Juliputsch auf reichsdeutschem Boden geplant und von dort aus geleitet wurde. Das Dokument war auch wichtig für die Moskauer Erklärung vom 1. November 1943, in der die Regierungen des Vereinigten Königreiches, der Sowjetunion und der Vereinigten Staaten Österreich als das erste freie Land bezeichnen, das Hitlers Angriffspolitik zum Opfer fiel. Diese Formulierung diente nach Kriegsende in Österreich als Stütze des „Opfermythos“. Das gefundene Kollerschlager Dokument wird auch von Winston Churchill in seinen Kriegserinnerungen erwähnt.
Wie Schafranek aufgrund von Quellenfunden in Berlin herausfand, trug das Kollerschlager Dokument ursprünglich die Bezeichnung Befehl Nr. 10 der SA-Obergruppe XI. Er plädierte daher dafür, die Bezeichnung Kollerschlager Dokument fallen zu lassen.

## Der Kurier Franz Hiebl
Bei der Festnahme wies sich der Kurier als reichsdeutscher Hotelsekretär Franz Heel aus. Die Polizeibehörden hatten anfangs nicht durchschaut, dass sich hinter dem Namen Heel eine andere Person versteckt, nämlich der gebürtige Tiroler Franz Hiebl (* 1911 in Innsbruck). Unter dem Namen Franz Heel wurde ihm deshalb auch der erste Prozess gemacht. Von Seiten der Bezirkshauptmannschaft Rohrbach wurden gegen Heel dabei im Rahmen eines Verwaltungsstrafverfahrens eine Arreststrafe von 5 Monaten und eine Geldstrafe von 300.- Schilling verhängt. Heel wurde sodann in das Gefangenenhaus des Landesgerichts Linz eingeliefert.
1935 wurde Hiebl zu lebenslangem Kerker verurteilt, vermutlich ist er aber amnestiert worden. 1948 wurde er gemäß dem österreichischen Staatspolizeilichen Fahndungsblatt noch gesucht.
Hiebl ist als Kurier ein paradigmatisches Beispiel für viele andere Nationalsozialisten oder ihre Helfer, die – vom Deutschen Reich kommend – Propagandamaterial, Sprengstoff und Bomben nach Österreich schmuggelten, um das Land und seine Einwohner zu terrorisieren und zu destabilisieren. Letztlich sollte damit auch für Hitler der Vorwand geschaffen werden, dass es zum Schutz der Deutschen nötig sei, in Österreich einzumarschieren.